# LG V 시리즈

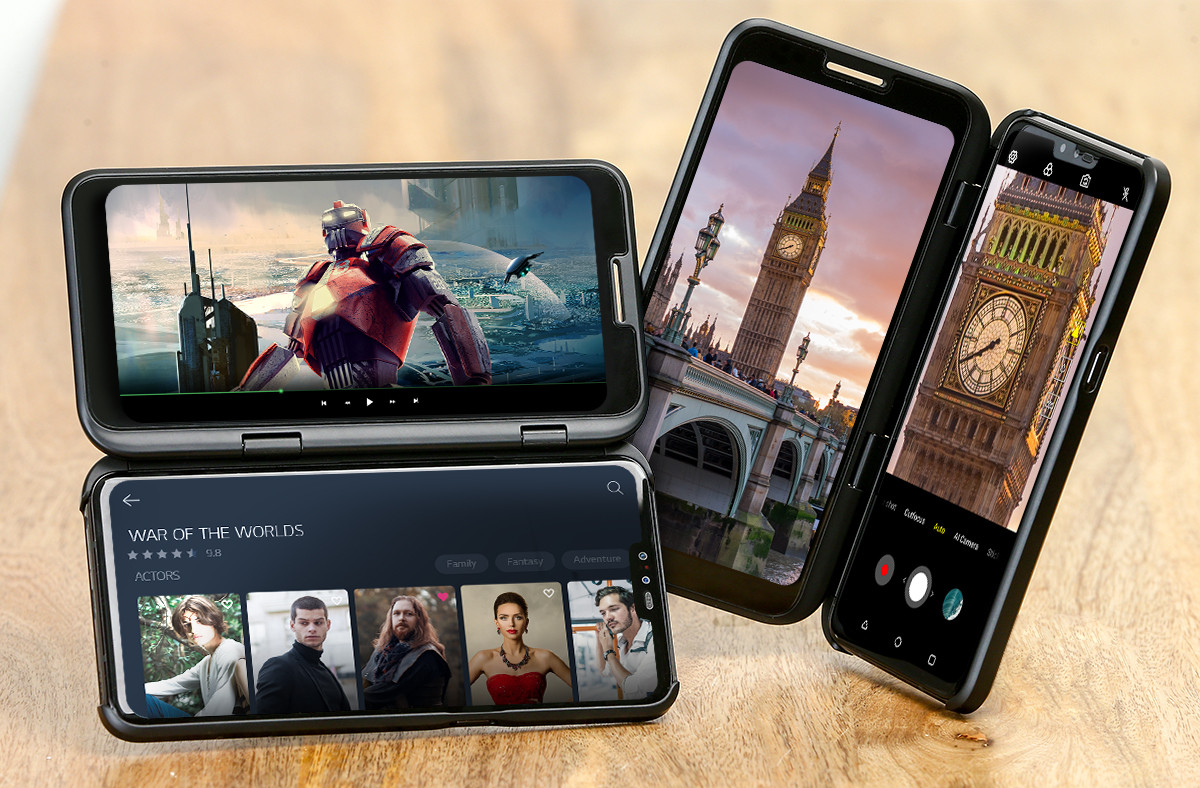
LG V 시리즈의 대표작, LG V50 ThinQ

LG V 시리즈는 LG전자의 플래그쉽 패블릿 스마트폰 라인업이다. LG G가 상반기에 출시되는 반면, LG V는 하반기에 출시된다. 2015년에 슈퍼 프리미엄 폰이라는 이름으로 알려진 LG V10을 통해 처음 공개되었으며, 이후로도 10씩 숫자를 올려가며 출시하고 있다. 주 타겟 대상은 대화면과 멀티테스킹을 우선시하는 사용자들이다. 주요 특징으로 세컨드 스크린, 대화면 등이 있다. 삼성전자의 삼성 갤럭시 노트 시리즈에 대응한다. 2018년, LG전자가 새로운 인공지능 브랜드인 LG ThinQ를 런칭하면서 인공지능 관련 기능을 탑재한 기기에는 ThinQ라는 이름을 붙이는 정책을 펼쳤다. 이에 따라서 LG V30S부터 LG전자의 플래그쉽 스마트폰에 ThinQ 네이밍이 붙게 되었다. 그리고 LG G7 ThinQ와 LG V40 ThinQ의 출시를 통해 기존의 구분 방식을 뒤집고 LG G 시리즈는 LCD 플래그쉽 스마트폰 전용 라인업, LG V 시리즈는 OLED 플래그쉽 스마트폰 전용 라인업으로 구분한다고 밝혔다. LG전자는 LG G8 ThinQ와 LG V50 ThinQ의 출시와 함께 2019년부터 출시 시기에 상관없이 LG G 시리즈는 4G LTE 플래그쉽 스마트폰 전용 라인업, LG V 시리즈는 5G 전용 스마트폰 라인업으로 구분될 것이라고 밝혔다.

## 역사
LG G가 상반기에 출시되는 반면, LG V는 하반기에 출시된다. 2015년에 슈퍼 프리미엄 폰이라는 이름으로 알려진 LG V10을 통해 처음 공개되었으며, 이후로도 10씩 숫자를 올려가며 출시하고 있다. 주 타겟 대상은 대화면과 멀티테스킹을 우선시하는 사용자들이다. 주요 특징으로 세컨드 스크린, 대화면 등이 있다.
2018년, LG전자가 새로운 인공지능 브랜드인 LG ThinQ를 런칭하면서 인공지능 관련 기능을 탑재한 기기에는 ThinQ라는 이름을 붙이는 정책을 펼쳤다. 이에 따라서 LG V30S부터 LG전자의 플래그쉽 스마트폰에 ThinQ 네이밍이 붙게 되었다. 그리고 LG G7 ThinQ와 LG V40 ThinQ의 출시를 통해 기존의 구분 방식을 뒤집고 LG G 시리즈는 LCD 플래그쉽 스마트폰 전용 라인업, LG V 시리즈는 OLED 플래그쉽 스마트폰 전용 라인업으로 구분한다고 밝혔다.
LG전자는 LG G8 ThinQ와 LG V50 ThinQ의 출시와 함께 2019년부터 출시 시기에 상관없이 LG G 시리즈는 4G LTE 플래그쉽 스마트폰 전용 라인업, LG V 시리즈는 5G 전용 스마트폰 라인업으로 구분될 것이라고 밝혔다.

## 같이 보기
- LG G 시리즈
- LG Q 시리즈
- LG X
- LG K

## 경쟁 기종
- 삼성 갤럭시 노트 시리즈
- 아이폰